# Liberton Tower
Liberton Tower ist ein Tower House mit rechteckigem Grundriss im Stadtviertel Liberton der schottischen Stadt Edinburgh. Das vierstöckige Gebäude an der Ostseite der Braid Hills.

## Geschichte
Der Liberton Tower, der in Over Liberton oder Upper Liberton liegt, gehörte ursprünglich der Familie Dalmahoy, deren Wappen auf einem behauenen Steinschild an der Südmauer zu sehen ist. Aufzeichnungen über den Besitz an dem Tower House gehen bis zum Jahr 1453 zurück, aber die vorhergehende Geschichte ist nicht bekannt.
Das Anwesen fiel an einen Zweig der Familie Forrester aus Costorphine und wurde dann an William Little, Lord Provost von Edinburgh in den Jahren 1586 und 1591, verkauft. Provost Little ließ in der Nähe Liberton House errichten und so wurde die Burg 1610 als Wohnhaus aufgegeben und diente fürderhin als Lager für landwirtschaftliche Produkte.
Ablagerungen von Holzkohle und Steingutscherben legen den Schluss nahe, dass das Tower House 1650 in die Kämpfe um Edinburgh verwickelt war, als Oliver Cromwell im Zuge des 3. englischen Bürgerkrieges die Stadt einnahm. Weitere Beweise für diese Kämpfe sind die Entfernung der Brüstungen, Beschädigungen am Turm und die Kanonenkugeln, die in den angrenzenden Feldern gefunden wurden.

## Architektur
Liberton Tower ist ein gutes Beispiel für eine Adligenresidenz seiner Zeit, eines der wenigen, das nicht in späteren Jahrhunderten verändert wurde. Das Gebäude ist ohne Verzierungen gestaltet, besitzt kleine, asymmetrisch angeordnete Fenster und ist bemerkenswerterweise mit gelbem Harl verputzt; es wurde als “grimmig und schwerfällig” beschrieben. Der Turm hat einen rechteckigen Grundriss und misst 10,56 Meter in Ost-West-Richtung und 7,83 Meter in Nord-Süd-Richtung.
Das Bauwerk aus dem 15. Jahrhundert ist gut erhalten und wurde 1994 restauriert. Es wird an Feriengäste vermietet.
Historic Scotland hat Liberton Tower als historisches Bauwerk der Kategorie A gelistet.